# マイケル・ローガー
マイケル・ローガー（英語：Michael Roeger、1988年5月14日 - ）は、オーストラリアのパラ陸上競技選手。

## 経歴
2008年北京パラリンピック、2012年ロンドンパラリンピック、2016年リオデジャネイロパラリンピックで、中距離走の陸上競技に出場した。2016年リオパラリンピックでは銅メダルを獲得した。
世界パラ陸上競技選手権大会で1つの金メダルと3つの銅メダルを獲得した。ロンドンマラソンの一環として開催された2019年世界パラ陸上競技選手権の男子T46マラソンで、金メダルを獲得し、世界記録を更新した。

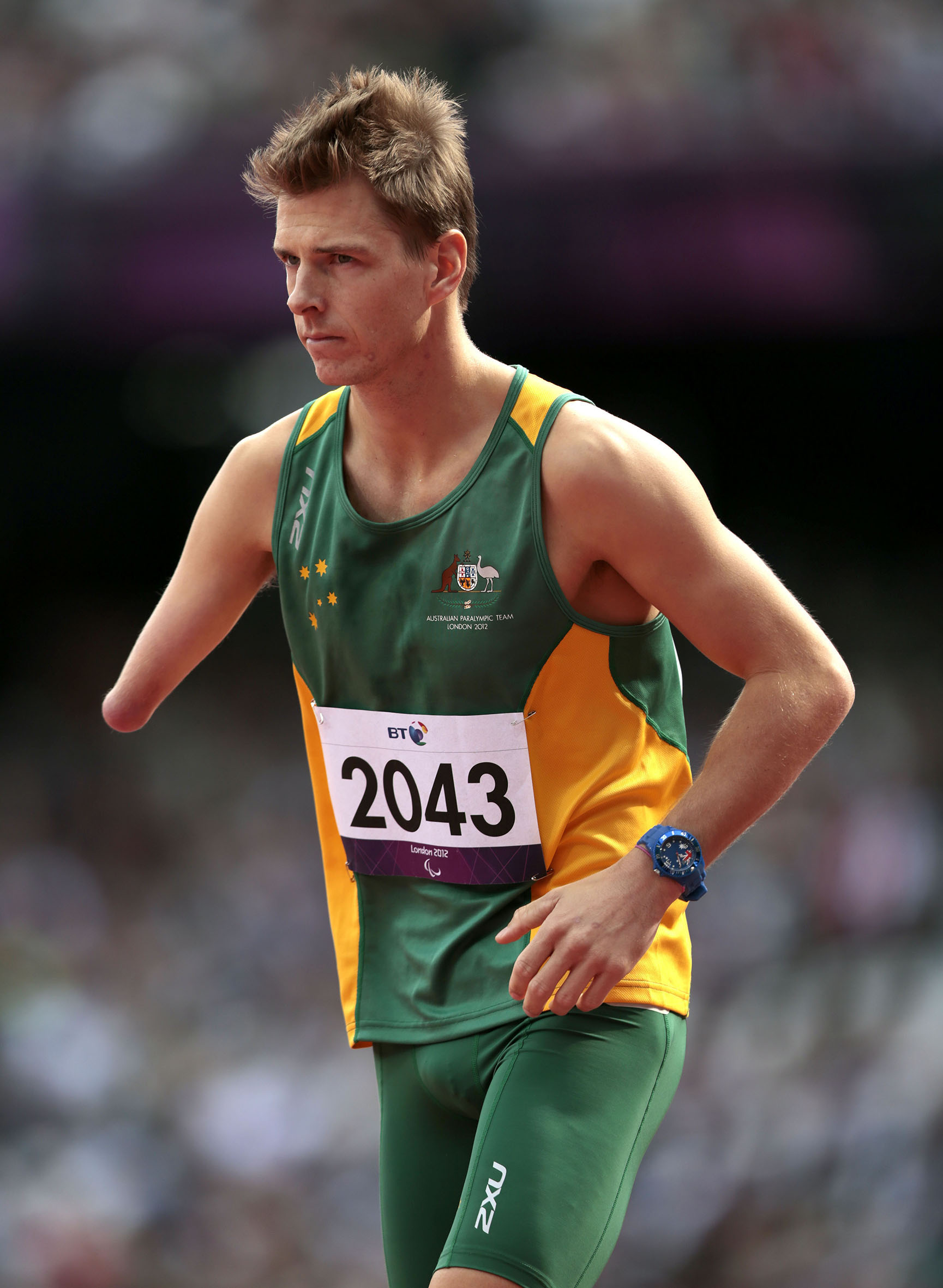
2012年パラリンピックにて

## 人物
1988年5月14日に南オーストラリア州アデレードに生まれた。双子の兄弟クリスがいる。右腕の下半分を失っている。ラングホーンクリークフットボールクラブでジュニアサッカーをしていた他、バスケットボール、卓球、クリケットをしていた。2009年にキャンベラに引っ越した。2012年には、キャンベラ大学で広告とマーケティングのコミュニケーション学士号を取得した。